# محمدهادی نژادحسینیان
سید محمدهادی نژادحسینیان (زاده ۱۳۲۵ در تهران، درگذشته ۱۳ اردیبهشت ۱۴۰۰ در تهران)، وزیر صنایع سنگین در دولت‌های اول و دوم اکبر هاشمی رفسنجانی بود. وی مدتی نیز سفیر و نماینده دائم ایران در سازمان ملل متحد بود.

## زندگی
محمدهادی نژاد حسینیان در سال ۱۳۲۵ در شهر تهران به دنیا آمد و دوران تحصیل مقدماتی را همین شهر طی کرد و سپس جهت اخذ تحصیلات تکمیلی وارد دانشگاه تهران شد و در دانشکده فنی این دانشگاه در رشته مهندس راه و ساختمان شروع به تحصیل کرد، او در ۱۳۴۹ با درجه فوق لیسانس راه و ساختمان فارغ التحصیل شد و تا ۱۳۵۴ش به فعالیت در شرکتهای عمرانی پرداخت. او سپس برای اخذ مدرک دکتری عازم آمریکا شد اما با حادث شدن انقلاب ۱۳۵۷ تحصیلات خود را نیمه کاره رها کرد و به ایران بازگشت. او در زمان تحصیل در آمریکا رئیس شورای رهبری انجمنهای اسلامی دانشجویان آمریکا و کانادا بود و سردبیری نشریه ((نصر)) که ارگان همین مجموعه بود را برعهده داشت. او در پی بازگشت به ایران در زمان صدارت میرحسین موسوی به عنوان وزیر راه انتخاب شد، در دوران ریاست جمهوری هاشمی رفسنجانی وزیر صنایع سنگین بود و در زمانی که کمال خرازی وزیر خارجه بود به عنوان سفیر دائم ایران در سازمان ملل انتخاب شد و دوباره به آمریکا بازگشت. نژاد حسینیان همچنین در دوره وزارت بیژن زنگنه، به عنوان معاون وزیر نفت در امور بین الملل خدمت کرد و پس از آن مشاور وزیر نفت بود.    